# Храм на огъня
Храмът на огъня в зороастризма е място за поклонение на зороастрийците.
Наименованието Храм на огъня е малко подвеждащо за зороастрийския храм. Въпреки че зороастрийците почитат Атар (свещения огън), предназначението на храма не е свързано само със свещения огън, а е място, където се извършва свещеният ритуал по пречистването с чиста (светена) вода с цел поклонникът (вярващият) да се сдобие с ритуална чистота. Религиозната церемония по пречистването е основа на храмовия ритуал и носи тържествен характер. Животът в храма на огъня е свързан основно с този ритуал по пречистването.
Храмът на огъня в зороастризма има сравнително късен произход, отнасян към 4 век пр.н.е. Разбира се, култът към огъня е стар в парсизма, но инстуционализирането му, редом с почитанието на Атар –– свещения огън, е сравнително късно явление, от времето на Ахеменидите, и явно е свързан с процеса на централизация на култа (Boyce, 1975:454).
Закрилничките на Древен Рим – свещените весталки, са имали основното задължение да поддържат свещения огън да не загасва